# Aero Vodochody
Aero Vodochody a.s. (часто просто Аэро) — чешский (чехословацкий) производитель авиатехники. Производство расположено в районе Прага-восток в посёлке Водоходы. Наиболее известны L-29 «Дельфин», L-39 «Альбатрос», L-59 «Супер Альбатрос», L-159 ALCA. В годы нахождения Чехословакии в советском блоке, помимо собственно разработанной авиатехники, выпускались лицензионные советские самолёты (в т.ч. военные и истребители). В посткоммунистической Чехии предприятие также стало выпускать американские лёгкие вертолёты, а также узлы для западной (европейской, американской, бразильской) авиатехники.

## Довоенные самолёты компании
| - Ae 01 - Ae 02 - Ae 03 - Ae 04 - A.10 - A.11 - A.12 - A.14 - A.17 | - A.18 - A.19 - A.20 - A.21 - A.25 - A.22 - A.23 - A.24 - A.26 | - A.27 - A.29 - A.30 - A.32 - A.34 - A.35 - A.38 - A.42 - A.46 | - A.100 - A.101 - A.102 - A.104 - A.200 - Aero MB.200 (Bloch MB.200) - A.204 - A.300 - A.304 |

## Послевоенная авиатехника компании
- Aero 45

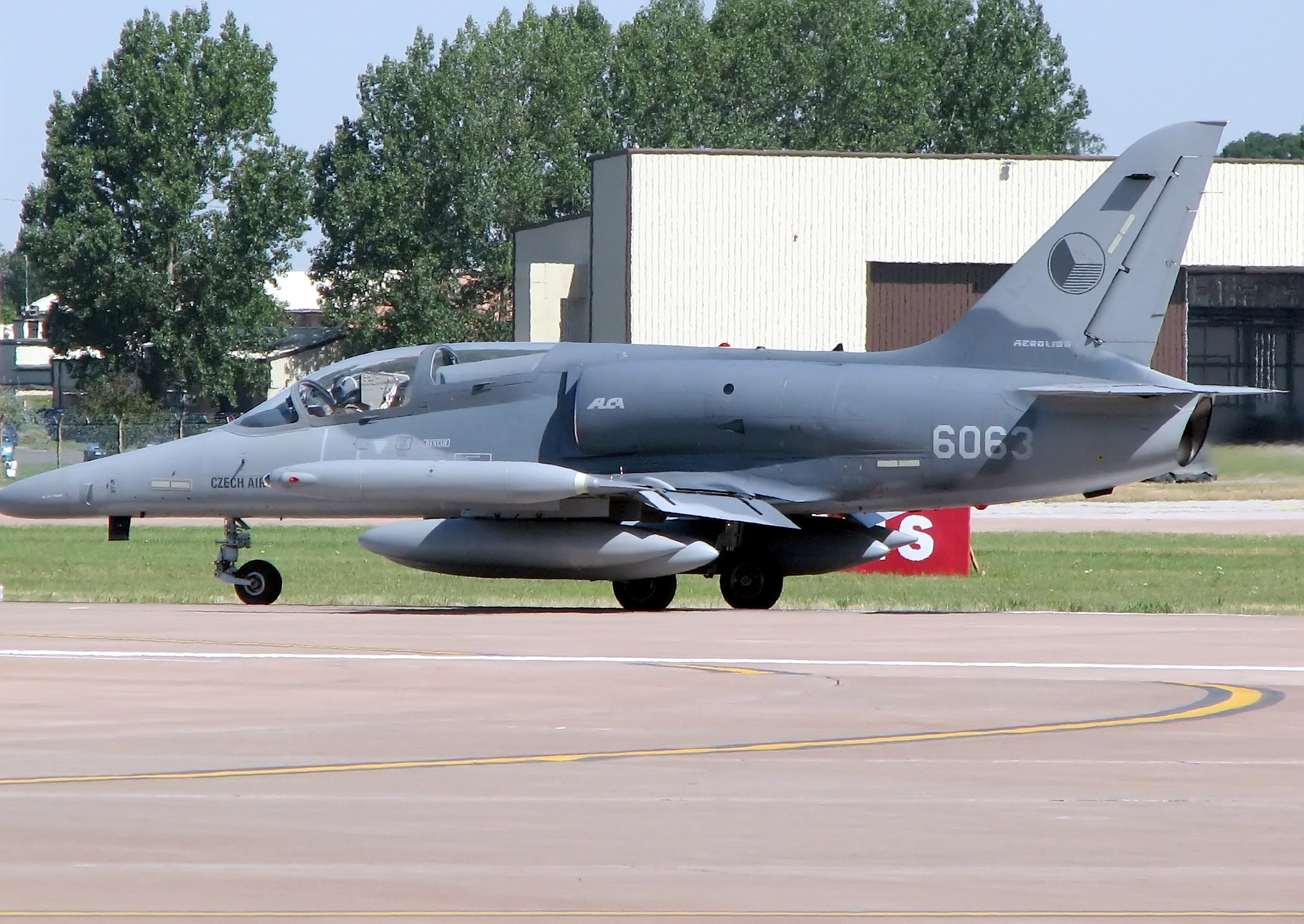
Aero Vodochody L.159A ALCA

- Aero 145 — лёгкий многоцелевой самолёт
- Aero L-60 Brigadýr
- Aero L-29 Delfin
- Aero L-39 Albatros
- Aero L-59 Super Albatros
- Aero L-159 Alca — современный лёгкий многоцелевой учебно-боевой истребитель-штурмовик
- МиГ-15
- МиГ-15УТИ
- МиГ-15бис
- МиГ-17
- МиГ-21
- Sikorsky S-76 Spirit — лёгкий многоцелевой вертолёт